# Слифорд
Слифорд (англ. Sleaford) — торговый город и гражданский приход в графстве Линкольншир страны Англии, в Соединенном Королевстве Великобритании. Первое поселение на этом месте образовалось в Железном веке по реке Сли. Здесь образовался племенной центр, который, вероятно, имел и монетный двор для кориелтаувов в I в. до н. э. Здесь были обнаружены артефакты римского и англосаксонского поселения. В средневековый период в рукописях имеется различие между Старым и Новым Слифордом. Новый Слифорд образовался в XII веке вокруг торгового рынка (сохранившегося до наших дней) и Церкви Св. Дениса. Имея право на рыночную торговлю, в середине XII века, Новый Слифорд развился в крупный торговый город и стал играть ведущую роль в округе по торговле шерстью, тогда как Старый Слифорд приходил в упадок.

## География
С 1973 года границы гражданского прихода Нового Слифорда включают: Кваррингтон на юго-западе, Холдингем на севере и Старый Слифорд на востоке, что всё вместе составляет Городской Округ. 
Город Слифорд находится на краю плодородного Фенленда, примерно в 11 милях (18 км) к северо-востоку от Грантема, в 16 милях (26 км) к западу от Бостона и в 17 милях (27 км) к югу от Линкольна. 
По данным переписи населения 2011 года, город Слифорд имеет  население, численностью 17 671 человек, и является крупнейшим населенным пунктом в районе Северного Кестивена.

## Этимология
Самые ранние записи о топониме Слифорд встречаются в Хартии 852 года как Слиофорд и в англосаксонской хронике как Слиуфорд. В Книге страшного суда (1086) он записан как Эслефорд, а в начале XIII века — как Слифорд. В книге сборов XIII века появляется название Лаффорд англ. Lafford. Название образовано от Древнеанглийских слов sliow и ford, которые вместе означают «брод через мутную или скользкую реку».

## История

### Ранняя история
Археологические материалы бронзового века и неолита показали, что в окрестностях присутствовала незначительная деятельность людей того времени . Самое раннее известное постоянное поселение датируется железным веком и начинается там, где дорога, идущая на север от Борна, пересекает реку Сли . Хотя для периода Среднего железного века были найдены лишь редкие керамические свидетельства, к юго-востоку от современного центра города было обнаружено 4290 фрагментов лепных форм, вероятно использовавшихся для чеканки и датированных 50 годами до н. э. - 50 годами н. э., которые были обнаружены к югу от переправы через реку Сли и рядом с Марем-Лейн в Старом Слифорде. Самое крупное, в своем роде, в Европе, археологическое месторождение привело археологов к мысли, что стоянка в Старом-Слифорде была, вероятно, одним из крупнейших поселений кориелтаувов в этот период и, возможно, была его племенным центром .
Во время римской оккупации Британии (43-409 гг. н. э.) это поселение было «обширным и имело немаловажное значение» . Его расположение вдоль края болота, возможно, сделало его экономически и административно значимым в качестве центра для менеджеров и владельцев поместий на болотах . Есть свидетельства того, что дорога, соединяющая Старый Слифорд с Хекингтоном (около 4,5 мили (7,2 км) на восток), где были обнаружены римские печи для обжига плитки, может означать наличие рынка керамики в Слифорде . Когда первые дороги были построены римлянами, Слифорд был обойден ими, из-за того, что он был «менее удобно расположен» и более «приспособлен к местным потребностям» . Меньшая дорога, Марем-Лейн, которую римляне возобновили, проходила через Старый Слифорд и вела на юг, вдоль края болота, к Борну . Там, где он проходил через Старый Слифорд, археологи обнаружили большую каменную домашнюю резиденцию и связанные с ней сельскохозяйственные здания, а также печи и полевые мелиоративные системы, все эти находки относятся к римскому периоду, а также был обнаружен ряд захоронений .

### Средневековье
Существует мало свидетельств непрерывного заселения между поздним римским и англосаксонским периодами. К югу от современного города было обнаружено кладбище VI—VII веков, содержащее около 600 захоронений, многие из которых имеют признаки языческих погребальных обрядов. Была обнаружена ныне разрушенная церковь Всех Святых в Старом Слифорде, и на раскопках торговой площади, в 1979 году обнаружили англосаксонские останки  VIII—IX вв., указывающие на некоторую форму ограждения с бытовыми особенностями . Самое раннее документальное упоминание о Слифорде содержится в уставе от IX века , когда он принадлежал аббатству Медехамстед в Питерборо, королевству Мерсии. Существует мало свидетельств о структуре собственности, вплоть до поздне-саксонского периода, но в  Слифорде тех годов, возможно, существовали рынок и суд, и он, вероятно, был экономическим и юрисдикционным центром для окружающих поселений . Река Сли играла важную роль в экономике города: она никогда не высыхала и не замерзала, и к XI веку по ее берегам были построены десятки водяных мельниц. Мельницы в Слифорде являлись «самым важным мельничным кластером в Линкольншире» .
Позднее, в Средние века, римско-британское поселение стало известно как Старый Слифорд, в то время как Новый Слифорд использовался для описания поселения, в центре которого находились Церковь Св. Дениса и рыночная площадь . Книга Страшного суда (1086) имеет две записи под наименованием Eslaforde (Sleaford) записи о земле, принадлежащей аббатству Рамсей и епископу Линкольна. Расположение усадеб, записанных в книге Страшного суда, не ясно в тексте. Одна теория, поддержанная Морисом Бересфордом утверждает, что они сосредоточились на поселении в Старом Слифорде из-за доказательств того, что Новый Слифорд был утверждён в XII веке епископом, чтобы увеличивать его доходы, которые были связаны со строительством замка Слифорд, в период между 1123 и 1139 годами . Теория Бересфорда была подвергнута критике местными историками Кристиной Махани и Дэвидом Роффом, которые переосмыслили материал книги Страшного суда и утверждали, что в 1086 году поместье епископа включало церковь и связанное с ней поселение, которое стало «Новым» Слифордом .

### Новое и новейшее время
С XVI века землевладельцами стали семьи Карре, которые осуществляли жесткий контроль над городом, и в раннем периоде Нового времени он мало вырос. Поместье перешло от семьи Карре к семье Херви в результате брака Изабеллы Карре с Джоном Херви, 1-м графом Бристоля, в 1688 году. К 1794 году городские земли и поля были юридически закрыты, что дало право собственности в основном семье Херви; это совпало с прокладкой трубопровода в Слифорде. Судоходство в Слифорде принесло экономический рост, пока не было заменено железными дорогами в середине 1850-х годов. В XX веке продажа Bristol Estates сельскохозяйственных земель вокруг Слифорда привела к развитию крупных жилых комплексов. Последующее наличие недорогого жилья в сочетании с образовательными учреждениями города и низким уровнем преступности сделали его привлекательным местом для покупателей жилья. В результате в 1990-х годах население города пережило самый быстрый рост среди всех городов округа. 
 До 20-го века Слифорд был в основном сельскохозяйственным городом, поддерживающим рынок крупного рогатого скота, а в конце XIX века здесь были основаны такие семенные компании как Hubbard и Phillips, а также Sharpes International Seeds. Промышленность пришла в упадок, и в 2011 году наиболее распространенными стали профессии, связанные с оптовой и розничной торговля, здравоохранением и с социальным обеспечением, государственным управлением, оборонным производством. Восстановление центра города привело к реконструкции старых промышленных зданий, в том числе строительство Национального центра ремесел и дизайна на старой пристани.